# Mylau
Mylau is een dorp en voormalige gemeente in de Duitse deelstaat Saksen, gelegen in het Vogtlandkreis. De plaats telt  inwoners. De stad bevindt zich in het dal van de Göltzsch en de Raumbach, een vanuit Reichenbach im Vogtland afkomstige beek die in de volksmond bekendstaat als de Zeepstroom (Duits: Seifenbach), vanwege de textielververijen die in de 19e eeuw langs deze beek gevestigd waren. De plaats ligt 6 kilometer ten zuidoosten van Greiz en 20 kilometer ten zuidwesten van Zwickau. Sinds 2016 is het dorp deel van Reichenbach

## Geschiedenis
Aan de voet van de Burcht van Mylau (1180) ontstond in de 14e eeuw een nederzetting, die in 1367 van keizer Karel IV stadsrechten kreeg. Tot het eind van de 17e eeuw was het stadje nog steeds erg onbeduidend; in 1650 stonden er bijvoorbeeld maar 24 woningen. Daarna groeide het aantal inwoners snel door de opkomst van handweverijen in de omgeving, waardoor de textielindustrie zich er in de 19e eeuw snel kon ontwikkelen.
Bevolkingsgroei (vanaf 1960 is de peildatum 31 december):
| - 1706: 900 - 1834: 2.393 - 1871: 4.449 - 1890: 6.353 - 1910: 7.957 - 1925: 7.166 - 1933: 7.375 | - 1939: 6.986 - 1946: 7.562 - 1950: 7.234 - 1960: 6.668 - 1964: 6.393 - 1971: 6.087 - 1990: 3.658 | - 1998: 3.364 - 1999: 3.328 - 2000: 3.316 - 2001: 3.202 - 2002: 3.119 - 2003: 3.080 - 2004: 3.013 | - 2005: 2.979 - 2007: 2.889 - 2008: 2.878 - 2009: 2.858 |

Gegevens voor 1998: Digitales Historisches Ortsverzeichnis von Sachsen
Gegevens vanaf 1998: Statistisches Landesamt Sachsen

## Bezienswaardigheden
De Burcht van Mylau is altijd intact gebleven en bevindt zich op de plek waar de Raumbach uitmondt in de Göltzsch. Een kilometer ten noordwesten van de stad is over de Göltzsch de wereldberoemde Göltzschdalbrug gebouwd. Eveneens de moeite waard is de stadskerk St. Wenzel uit 1890, waarin een orgel van Gottfried Silbermann (1730/31) staat opgesteld.

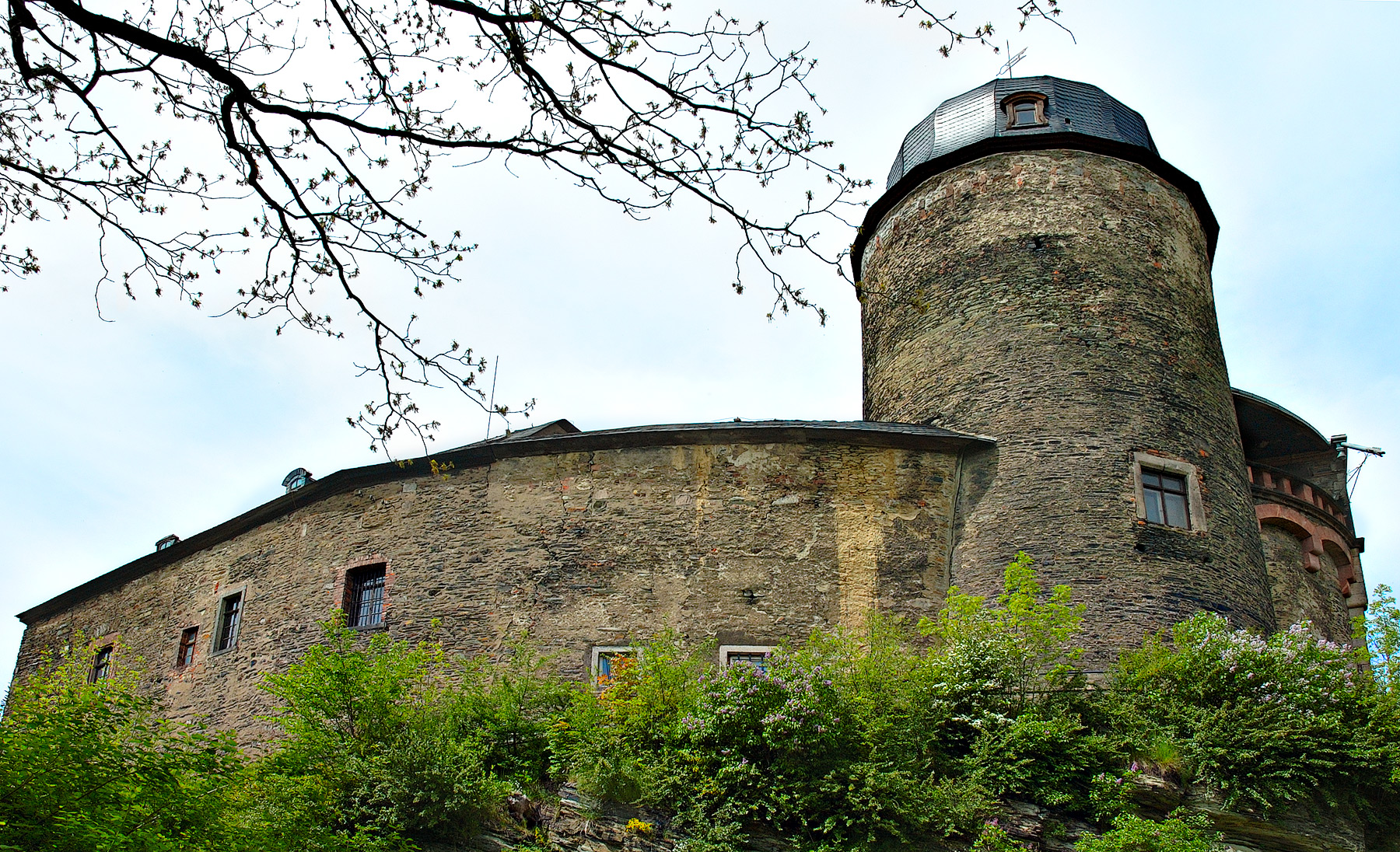
Burcht van Mylau
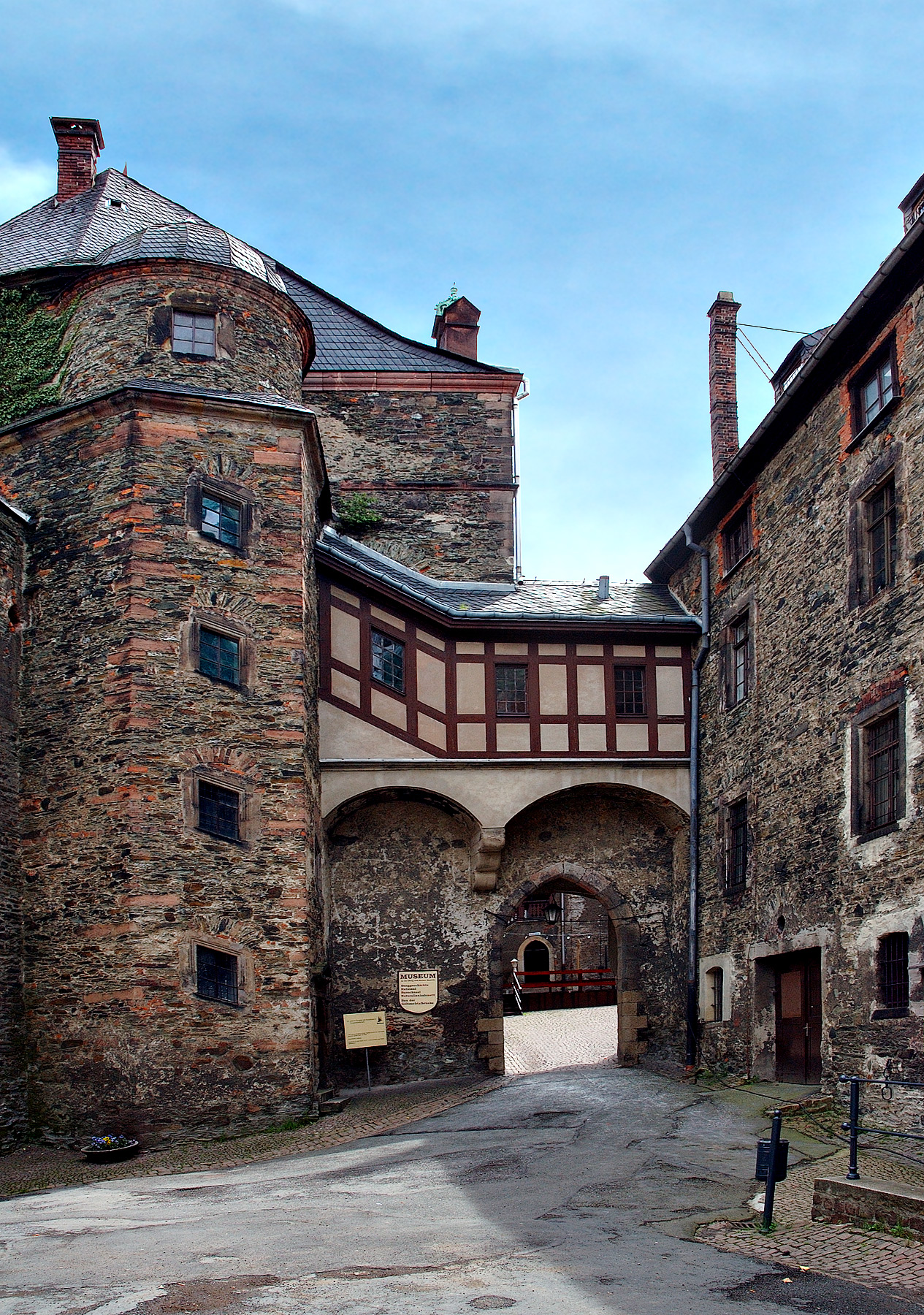
Binnenplaats van de burcht
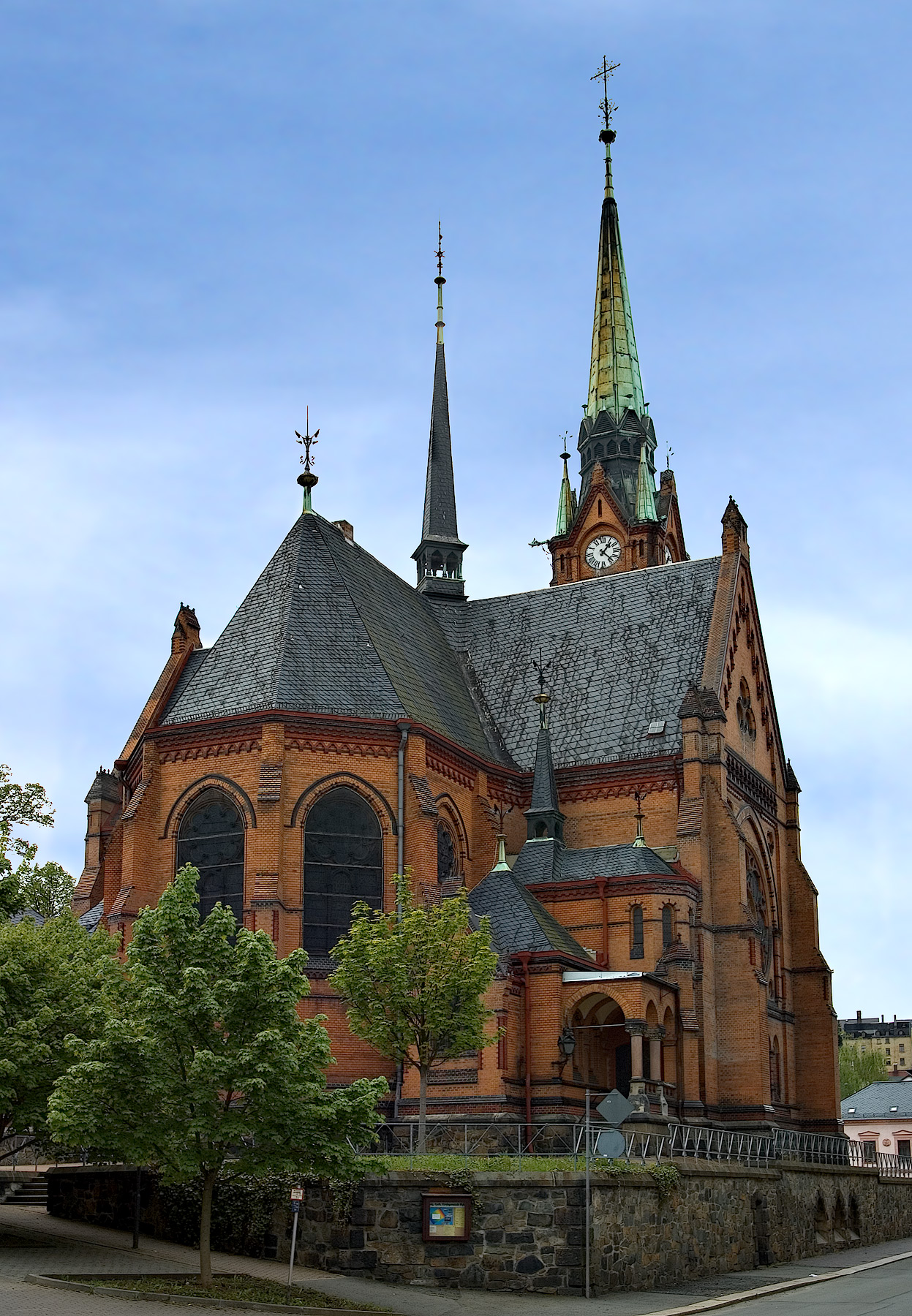
Stadskerk (achteraanzicht)

## Externe links

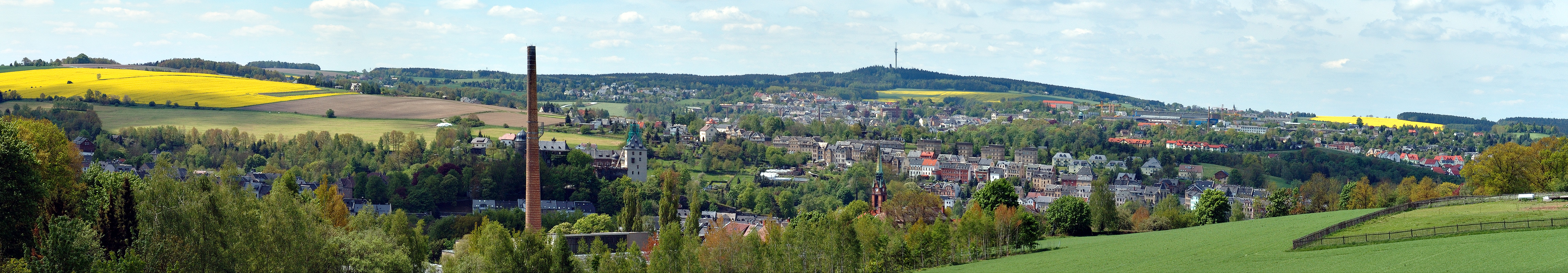
Panoramafoto van Mylau